# Tonis Welt
Tonis Welt ist eine deutsche Dramedy-Fernsehserie, die vom 14. April 2021 bis zum 22. Juni 2022 von VOX ausgestrahlt wurde. Die Serie ist ein Spin-Off zur VOX produzierten Serie Club der roten Bänder, die von 2015 bis 2017 lief. Im Juli 2022 erklärte eine Sprecherin von RTL Deutschland, dass keine weitere Staffel der Serie produziert würde.

## Handlung
Toni hat das Asperger-Syndrom, seine Freundin Valerie, die er am Albertuskrankenhaus kennengelernt hat, lebt mit Tourette. Als die Oma von Valerie verstirbt, beschließen Toni und Valerie das Haus zu kaufen. Gemeinsam ziehen sie in das Haus auf dem Land, um dort ganz neu zu beginnen. Eine Herausforderung für Toni, der eine geordnete und strukturierte Welt benötigt. Auf dem Lande versucht Toni sich bei dem Dorfarzt Dr. Alfred Schmieta zu bewerben und hat in dieser Hinsicht einen Erfolg. Doch dort wird Toni mit dem Alltag konfrontiert. Die Nachbarn des kleinen Ortes sind verwundert über das spezielle Paar.

## Besetzung

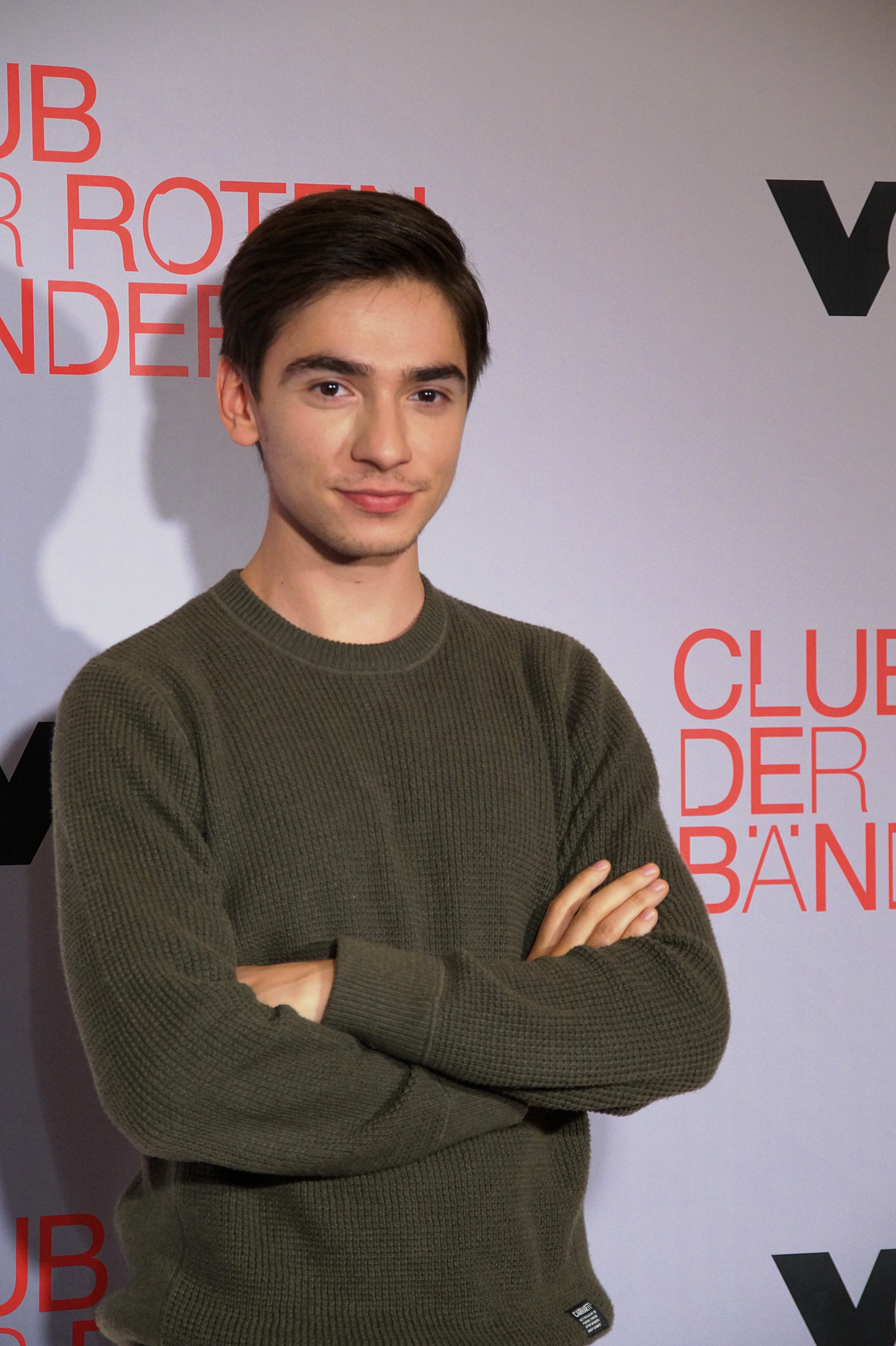
Ivo Kortlang (2016)
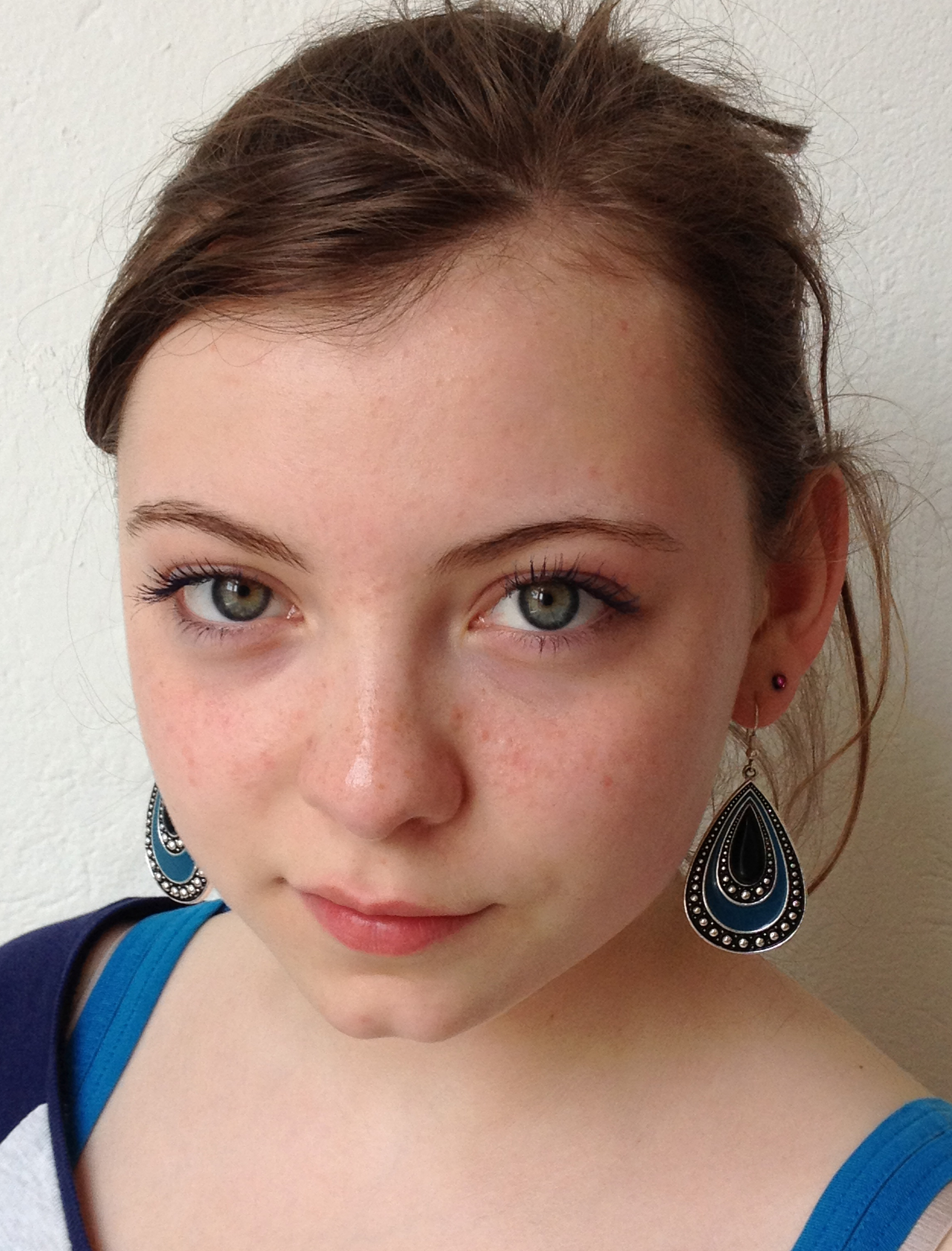
Amber Bongard (2013)
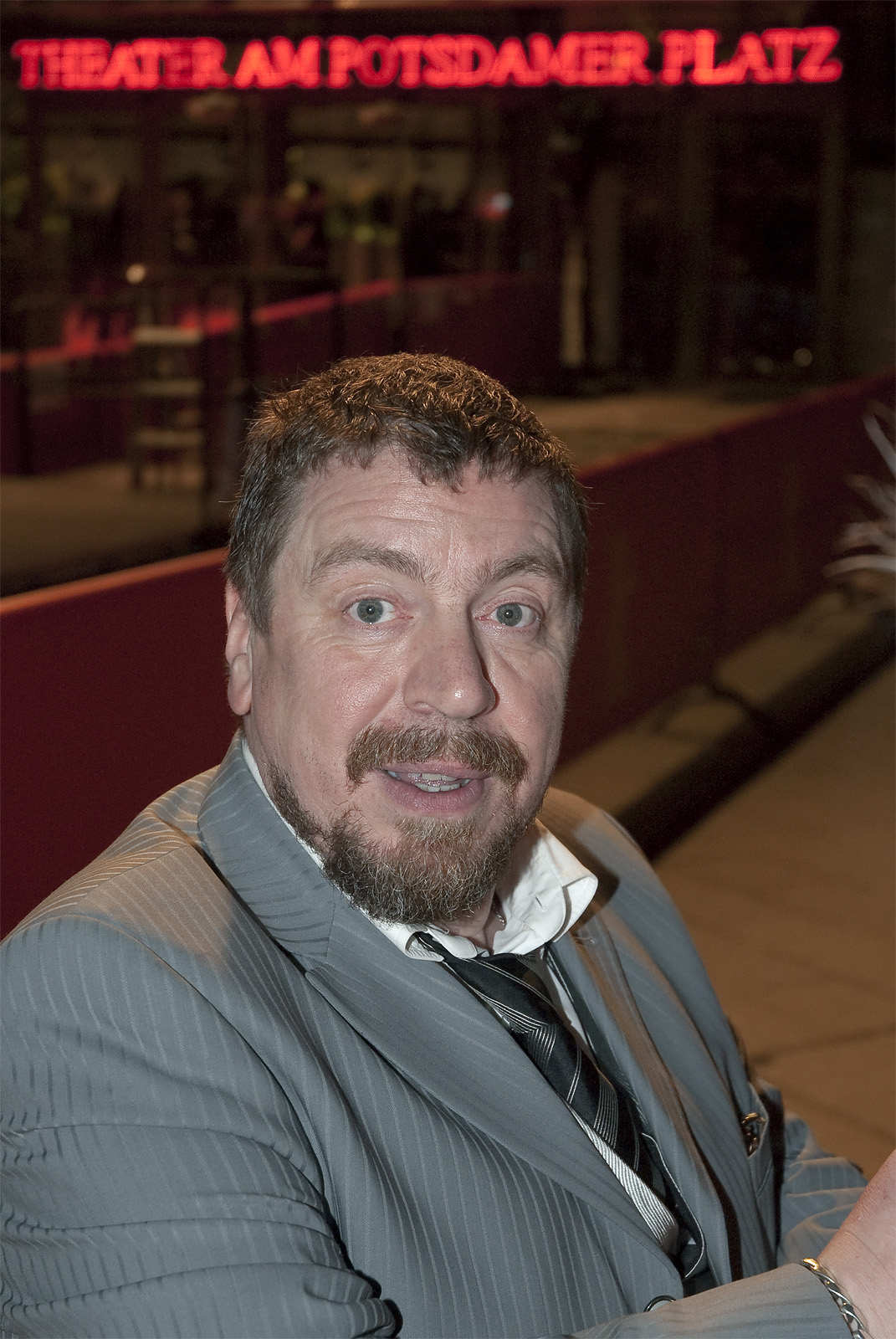
Armin Rohde (2009)

| Rolle                 | Schauspieler      | Staffel         | Folgen          | Bemerkungen                                                                                                |
| Hauptdarsteller       | Hauptdarsteller   | Hauptdarsteller | Hauptdarsteller | Hauptdarsteller                                                                                            |
| --------------------- | ----------------- | --------------- | --------------- | --- |
| Anton „Toni“ Vogel    | Ivo Kortlang      | 1–2             | 1–14            | Autist, Mitarbeiter von Dr. Schmieta, ehemaliger Pflegepraktikant im Albertus-Klinikum, Freund von Valerie |
| Valerie Hoss          | Amber Bongard     | 1–2             | 1–14            | hat das Tourette-Syndrom, Freundin von Toni                                                                |
| Dr. Alfred Schmieta   | Armin Rohde       | 1–2             | 1–14            | Dorfarzt                                                                                                   |
| Neben-/Gastdarsteller |                   |                 |                 | |
| Anja Hoss             | Nora Boeckler     | 1–2             | 1–14            | Mutter von Valerie                                                                                         |
| Lars                  | Philip Bender     | 1–2             | 1–14            | Freund von Anja Hoss                                                                                       |
| Eva Bohlmann          | Madeleine Niesche | 1–2             | 1–14            | Patientin von Dr. Schmieta                                                                                 |
| Clara                 | Lea Zoë Voss      | 1–2             | 1–14            | beste Freundin von Valerie                                                                                 |
| Malte                 | Kai Schumann      | 1–2             | 4–14            | Chorleiter, vermeintlicher Vater von Valerie                                                               |
| Merle                 | Daniela Lebang    | 1–2             | 1–14            | Dorfbäckerin und Vertraute von Toni und Valerie                                                            |

## Produktion

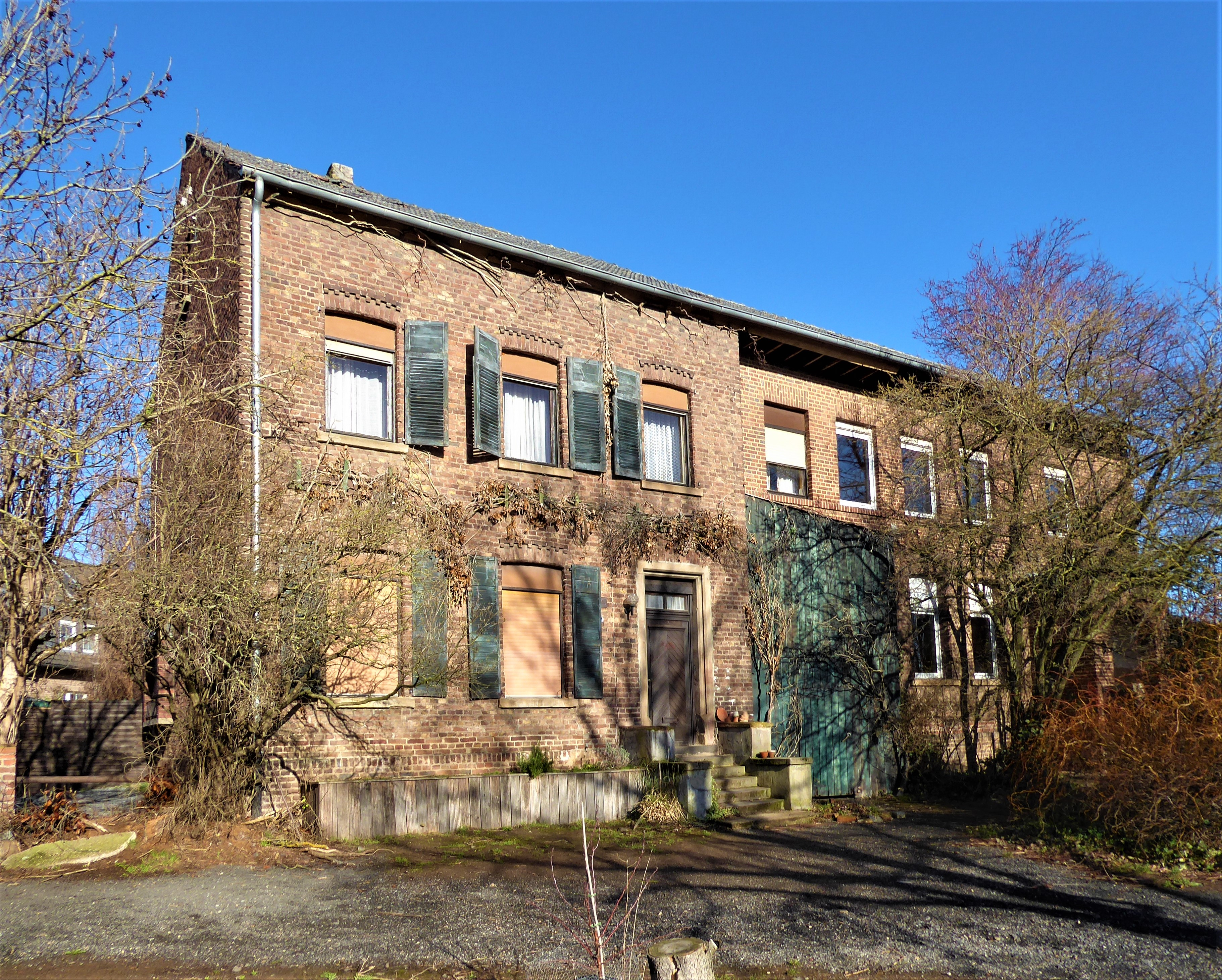
Die Alte Schule in Enzen diente als Drehort für das Wohnhaus von Valerie und Toni

Die Dreharbeiten für die zunächst produzierten acht Folgen, die in dem fiktiven Ort Enzbach spielen, fanden in und um Köln statt. Als Drehort für das Haus von Valeries Oma Margot wurde die alte Schule in Zülpich-Enzen genutzt, dörfliche Umgebung wurde wiederholt in Kürten-Delling sowie Winterscheid (Ruppichteroth) aufgenommen. Gedreht wurde auch auf dem Gelände der Werkstatt einer ehemaligen Tankstelle in Meerbusch-Strümp. Für die zweite Staffel fanden Dreharbeiten für die Universitätsszenen auf dem Gelände der früheren Fachhochschule in Düsseldorf-Golzheim sowie in Bergheim-Fliesteden statt.